# Tokyo Kissa
Tokyo Kissa (東京喫茶?) è il terzo singolo del duo di musica elettronica giapponese Capsule, pubblicato il 17 ottobre 2001, sotto l'etichetta Yamaha Music Communications.

## Tracce
1. Tokyo Kissa (東京喫茶?) - 4:51
2. Koi no Hana (恋ノ花?) - 5:15
3. Machiboke (まち惚け?) - 4:11